# Sonneur à ventre jaune
Bombina variegata
Pour les articles homonymes, voir Sonneur (homonymie) et ventre (homonymie).
Espèce
Statut de conservation UICN

 LC  : Préoccupation mineure
Bombina variegata est une espèce d'amphibiens de la famille des Bombinatoridae. Il est appelé en français Sonneur à ventre jaune ou Crapaud sonneur à ventre jaune ou Sonneur à pieds épais.

## Répartition

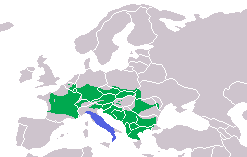
Distribution de Bombina variegata (en vert)

Cette espèce se rencontre en Europe de 100 à 2 100 m d'altitude, :
- en France, en Belgique, au Luxembourg, aux Pays-Bas, en Allemagne, en Suisse et en Autriche ;
- en République tchèque, en Slovaquie, dans le sud de la Pologne, dans l'ouest de l'Ukraine, en Hongrie en Roumanie;
- en Italie, en Slovénie, en Croatie, en Bosnie-Herzégovine, en Serbie, au Kosovo, au Monténégro, en Albanie, en Macédoine, en Grèce et en Bulgarie.

Cette espèce a été introduite au Royaume-Uni.

## Habitat
L'habitat de cette espèce est constitué de mares, ornières ou flaques d'eau en forêt. C'est un amphibien de milieux pionniers, c'est-à-dire ici des zones aquatiques peu végétalisées et souvent temporaires.
L'espèce résiste particulièrement à un pH acide (< 7).

## Description

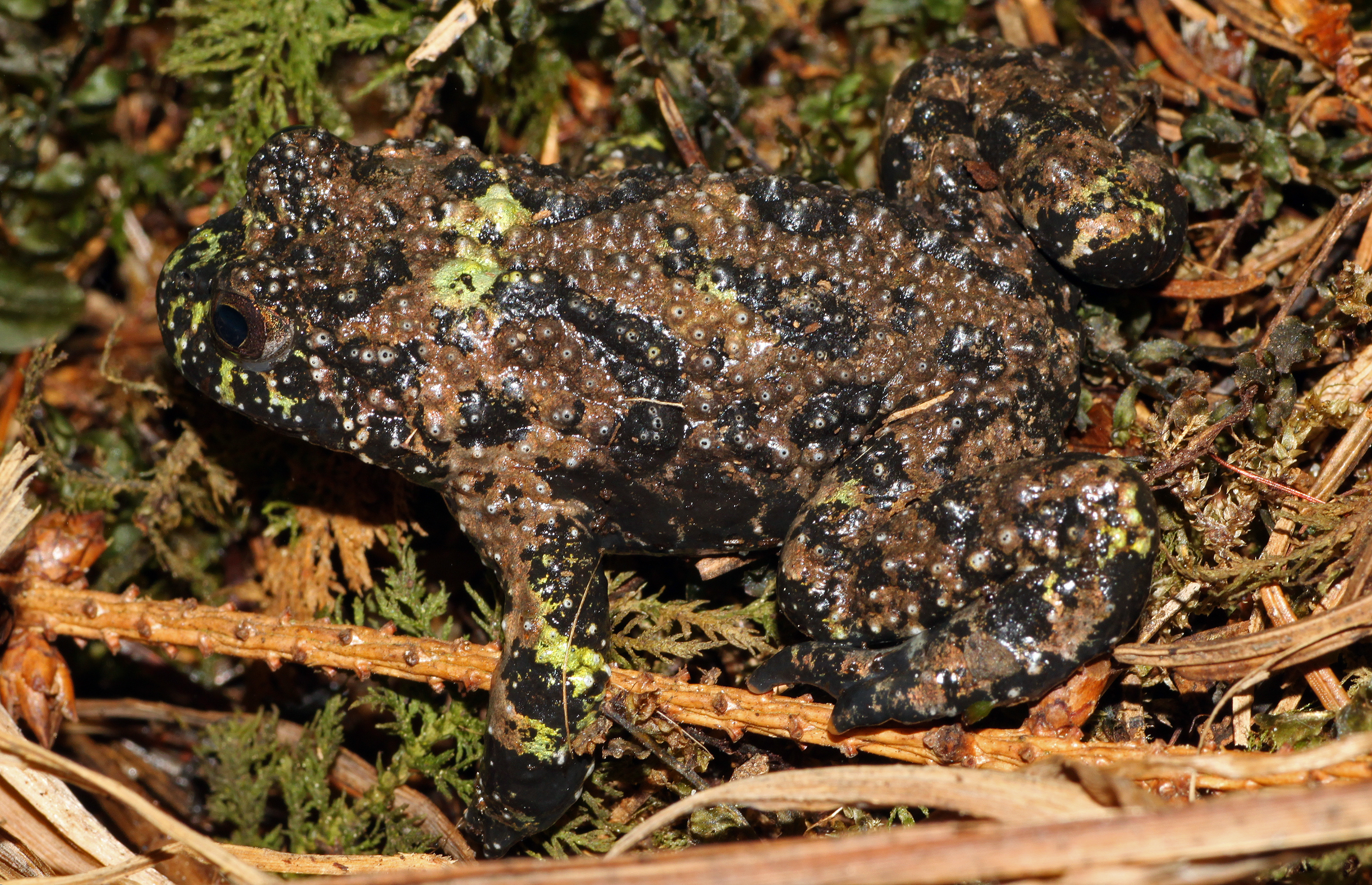
Bombina variegata.

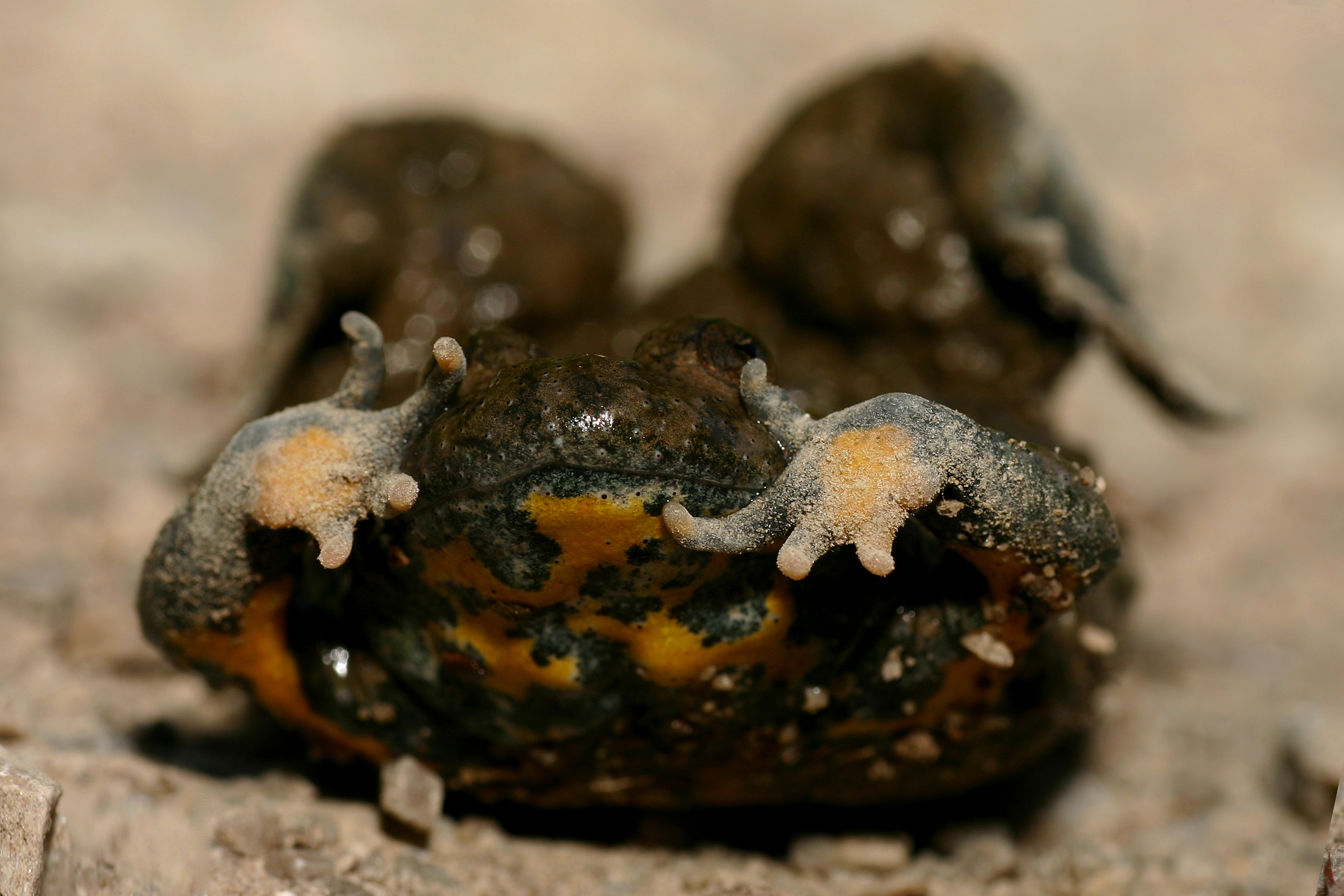
Un individu dans la posture défensive appelé réflexe d'Unken.

Ce petit crapaud mesure de 3,5 à 5,5 cm de longueur ; il est reconnaissable par sa face ventrale jaune tranchant avec sa face dorsale d'un gris terne et la pupille de son œil en forme de cœur.
La face dorsale du sonneur à ventre jaune est marron-grisâtre et terne, ce qui lui assure un camouflage au sein de son habitat naturel. La face ventrale, jaune tachetée de noir, contraste fortement avec sa face dorsale. Le crapaud peut la dévoiler à un éventuel prédateur en cas de menace afin d'effrayer son agresseur.

## Éthologie
Les sonneurs à ventre jaune (mais aussi d'autres membres de la famille), quand ils sont dérangés ou agressés, présentent un comportement défensif : c'est le réflexe d'Unken. Les animaux ainsi dérangés s'arc-boutent sur leur dos et présentent leur face ventrale à leur assaillant, tandis qu'ils rapprochent leurs membres de leur corps.
Mais si l'agression continue, le sonneur peut libérer un liquide visqueux, poison irritant pour les yeux, et à l'odeur repoussante.
Il hiverne d'octobre à avril.

### Alimentation
Bombina variegata se nourrit d'insectes, vers, petits crustacés et mollusques, et peut vivre jusqu'à 8-9 ans (mais le record est de 34 ans en captivité[réf. nécessaire]).

### Reproduction
Le sonneur à ventre jaune se reproduit à partir de 3-4 ans, en mai-juin jusqu'en été en moyenne montagne ; il utilise plusieurs mares (en général temporaires) pour se reproduire, accrochant seulement quelques œufs (1 à 10 maximum) de façon regroupée ou isolée aux plantes aquatiques immergées. Ceux-ci éclosent après 5 jours, et les têtards se métamorphosent 34 à 131 jours après l'éclosion.

## Conservation
En France, l'espèce est protégée. Les évaluations réalisées par le Comité français de l’UICN et le Muséum national d'histoire naturelle montrent que le sonneur à ventre jaune fait partie des huit espèces d'amphibiens menacées sur le territoire métropolitain (catégorie VU, « espèce vulnérable »). En effet la répartition de l'espèce a largement régressée depuis le début du XXe siècle, notamment en PACA où l'espèce était mentionnée dans une grande partie de la région, elle est maintenant restreinte aux départements des Hautes-Alpes et Alpes-de-Haute-Provence. 
Un premier Plan national d'action (PNA) en faveur de l'espèce a été mis en œuvre par la DREAL Grand-Est de 2011 à 2015. 
Ce plan national d'action a également concerné la région Normandie qui, à travers l'union régionale des CPIE normandes et l'Agence de l'Eau Seine-Normandie, a mis en œuvre, sur une période s'étalant de 2018 à 2023, des actions visant à créer un élevage conservatoire et à réaliser des réintroductions en milieu sauvage, au sein d'habitats préalablement restaurés ,. Ces premières actions donnent des résultats positifs, les populations de cette espèce comptant désormais plus de 1000 individus quand en 2019 il n'en était plus recensé que 80.
En Belgique, l’espèce était sur le point de disparaître. Une des dernières populations a été sauvegardée lors de la destruction du site au milieu des années 1980 (construction du site du Sart-Tilman de l’Université de Liège) et déplacée sur un autre site proche, où elle a été aidée. Une seconde population fut découverte plus tard dans l'Entre-Sambre-et-Meuse. Depuis, un programme de réintroduction à partir de ces populations est en cours, notamment sur un terrain militaire en Famenne, et via une pisciculture à Érezée. Ces programmes permettent un re-développement des populations,. Le sonneur est également présent sur le cours de la Gueule[réf. nécessaire]. Aujourd'hui, en Wallonie, l’espèce est classée en catégorie CR (danger critique) sur la liste rouge des espèces menacées.

## Galerie

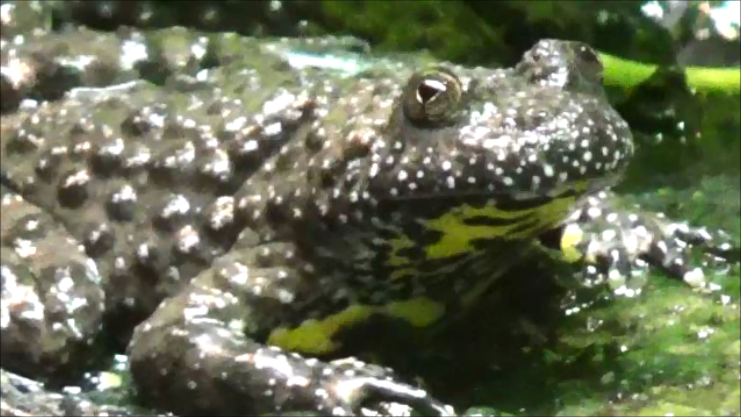
Bombina variegata au Parc Zoologique de Paris
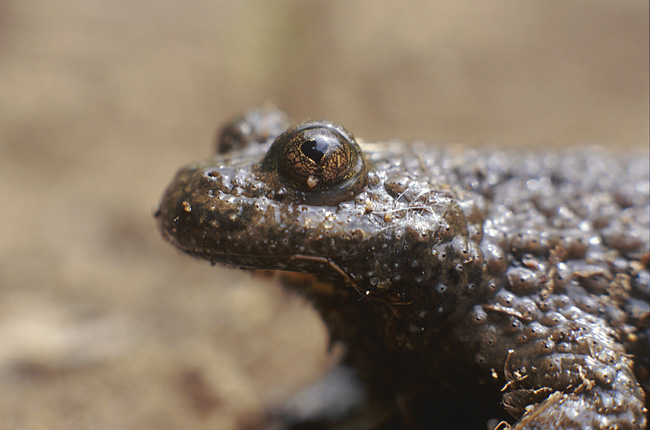
Individu adulte
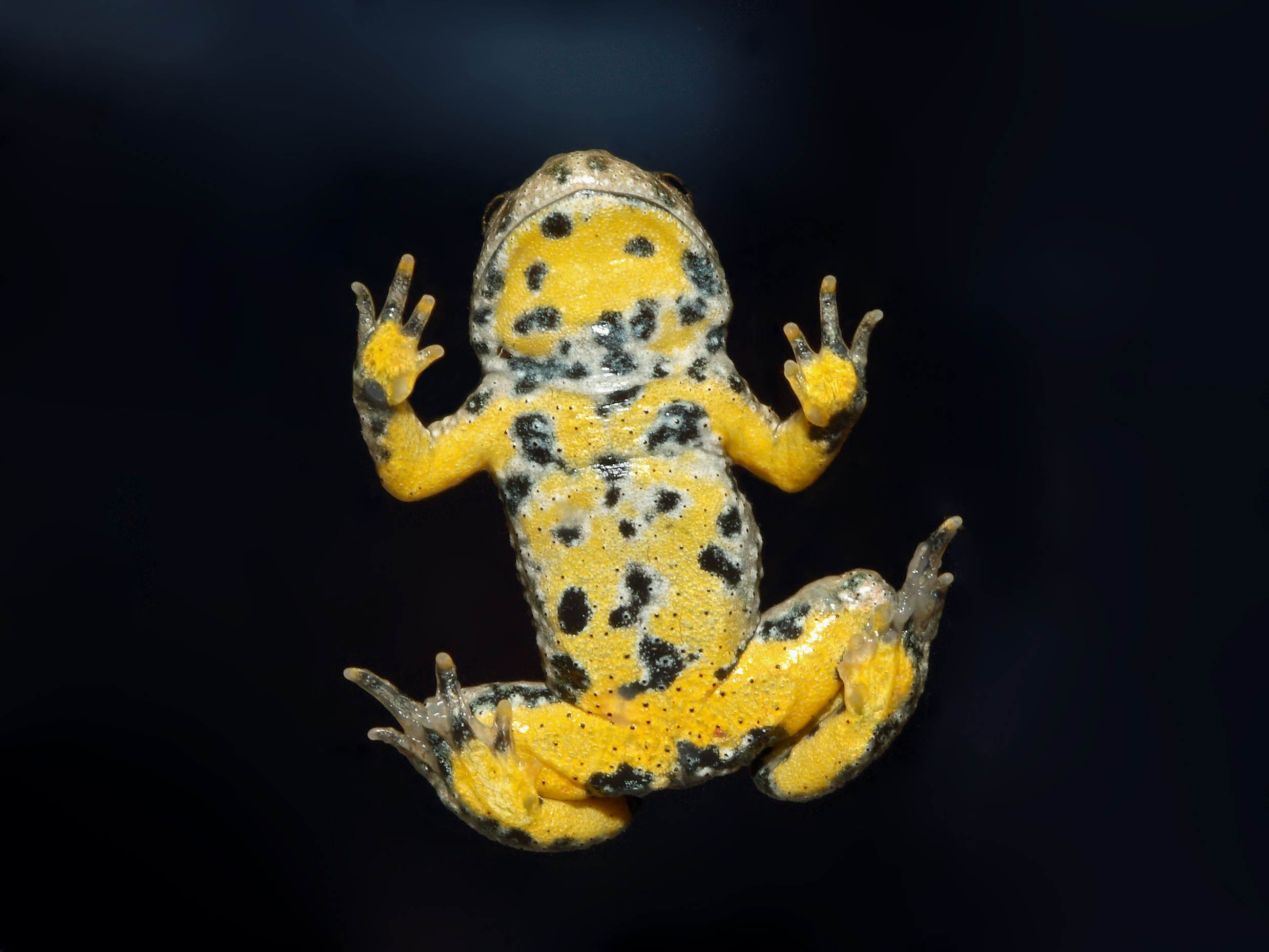
Face ventrale du sonneur à ventre jaune
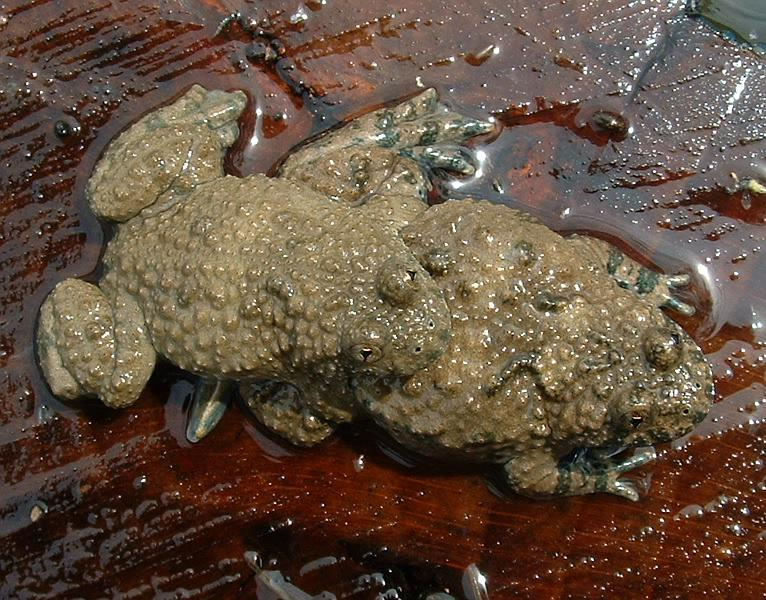
Accouplement par amplexus lombaire
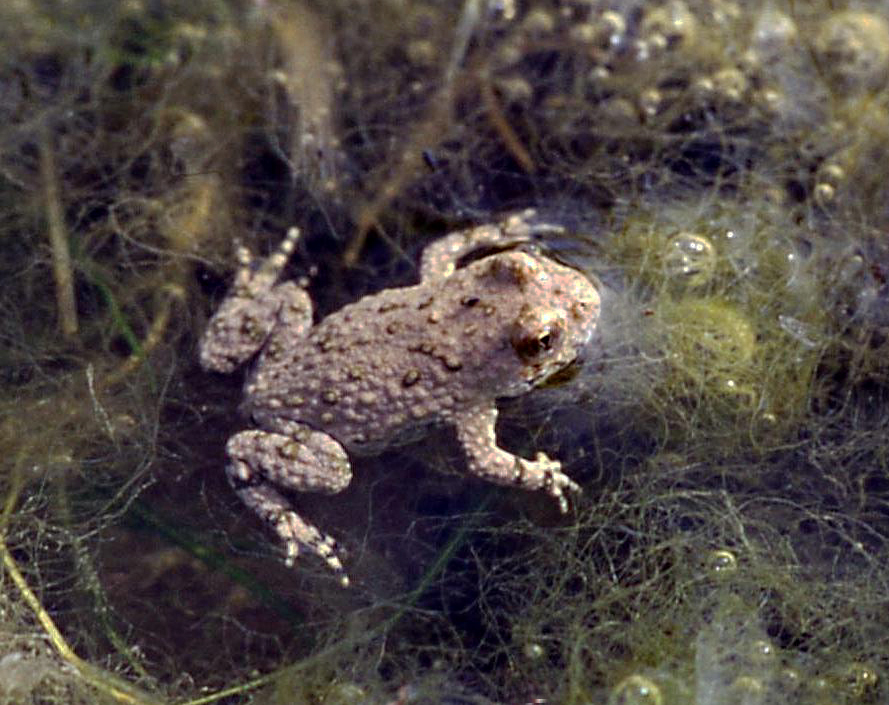
Individu juvénile

## Taxinomie
Bombina pachypus a été placée en synonymie avec Bombina variegata.

### Liste des synonymes
- Rana variegata Linnaeus, 1758
- Bufo salsus Schrank in Schrank & Moll, 1785
- Rana sonans Lacépède, 1788
- Bombinator pachypus Bonaparte, 1838
- Bombina pachypus (Bonaparte, 1838)
- Bombinator brevipes Blasius, 1839
- Bombinator scaber Küster, 1843
- Bombinator appeninicus Gistel, 1850
- Bombina maculatus Gistel, 1868
- Bombinator pachypus var. Kolombatovici Bedriaga, 1890 "1889"
- Bombinator pachypus var. nigriventris Dürigen, 1897
- Bombina salsa var. csikii Fejérváry, 1922
- Bombina variegata gracilis Bolkay, 1929

## Publication originale
- Linnaeus, 1758 : Systema naturae per regna tria naturae, secundum classes, ordines, genera, species, cum characteribus, differentiis, synonymis, locis, ed. 10 (texte intégral).